# 藤本冨良
藤本 冨良（ふじもと とみよし、1907年12月18日 - 1994年10月8日）は、元騎手（東京競馬倶楽部、日本競馬会）、元調教師（国営競馬、日本中央競馬会（JRA））。

## 人物
静岡県磐田郡岩田村（現在の静岡県磐田市出身）。8人きょうだいの長男として生まれる。
1924年3月、岩田見付補習学校卒業。息子の藤本勝彦は元騎手（JRA）。
地方競馬（旗競馬）の馬主であった父・鹿蔵が騎手になることを熱望し、また自らも騎手を志した。地方競馬の騎手を経て、1924年4月に目黒競馬場・稲葉秀男厩舎へ弟子入りし見習騎手となる。当時は厩務員、調教助手、騎手の仕事に明確な境はなく、厩舎の掃除から馬の世話まで何でもこなしたという。
1930年7月、調教管理者資格を取得し騎手兼調教師となる。1938年、調教師専業となり、同年11月27日、リードアンで中山農林省賞典障害（秋）を勝ち、調教師として重賞初制覇。戦前は「タイヘイ氏」の通称で知られた高千穂製紙の社長である大川義雄（大川慶次郎の父）の外厩も管理していた。
太平洋戦争末期の1944年10月に兵役につき、1946年9月に調教師として国営競馬に復帰。JRA発足以後の通算勝利数1339勝は尾形藤吉、藤沢和雄、松山吉三郎に次ぐJRA史上第4位の記録である。また、クラシックレース5つをすべて制した調教師は藤本を含め4人しかいない。
門下生には天神乗りの名騎手・蛯名武五郎がいる。師弟関係において暴力が普通だった時代において、弟子には暴力を振るうことは決してなかったという。
1980年11月3日、勲五等双光旭日章を受章。
1987年12月28日、調教師を勇退。
1994年10月8日、病気のため死去。86歳没。
2004年、調教師顕彰者として殿堂入り。

## エピソード
馬主には恵まれたが、「馬は自分で見つける」主義を貫いた。藤本は大レースに勝った馬の中で自分以外が見つけたのは大井から移籍したヒカルタカイだけだったとしている。
「競走馬は経済動物」「馬主に損をさせてはいけない」という考えで、「（高い馬は）買わなかった。大川（義雄）さんのフアインモアが当時の3万円で一番高い」として、1000万円以上の馬は買ったことがないとした。また、将来に限界を感じた馬はすぐに手放したとしている。
日本調教師会の役員として美浦トレーニングセンターへの移転問題や厩務員の労組問題に熱心に取り組んだ。

## 成績
騎手成績
資料がなく不明
調教師成績
9054戦1339勝（JRA発足以後）、重賞63勝（JRA発足以後は48勝）
主な勝ち鞍
- 天皇賞（春）（1956年メイヂヒカリ、1961年ヤマニンモアー、1965年アサホコ、1968年ヒカルタカイ）
- 有馬記念（1956年メイヂヒカリ）
- 東京優駿（日本ダービー）（1954年ゴールデンウエーブ、1957年ヒカルメイジ、1967年アサデンコウ）
- 皐月賞（1948年ヒデヒカリ、1956年ヘキラク）
- 菊花賞（1955年メイヂヒカリ）
- 桜花賞（1955年キヨタケ、1959年ケンホウ）
- 優駿牝馬（オークス）（1962年オーハヤブサ）
- 宝塚記念（1968年ヒカルタカイ）
- 中山大障害（秋）（1962年ライトリア）

受賞
- 最多勝利調教師（全国）（1970年、1971年）
- 最多勝利調教師（関東）（1954年、1970年、1971年）
- 優秀調教師賞等16回受賞

## 門下生
- 蛯名武五郎
- 清水美波
- 嶋田潤
- 町屋幸二
- 竹内玄
- 坂内光雄
- 横山登
- 松尾兵治
- 清水利章